# Andrografólido
El andrografólido (también, andrografolida), con fórmula química C20H30O5, es un labdano diterpenoide que es el principal componente bioactivo de la planta medicinal Andrographis paniculata. Se trata de una sustancia extremadamente amarga extraída del tallo y d las hojas de A. paniculata. Se utiliza de forma experimental en diferentes áreas de investigación, incluidas la señalización celular, la inmunomodulación, el tratamiento del derrame cerebral y el tratamiento de la depresión mayor.